# Liste des conseillers régionaux de la Marne
 (juin 2020).
Les conseillers régionaux de la Marne sont élus dans le cadre des élections régionales pour siéger au conseil régional de Champagne-Ardenne. Leur nombre et le mode scrutin est fixé par le code électoral, la Marne compte 21 conseillers régionaux au niveau du département sur les 49 élus champenois.

## Conseillers régionaux marnais 2010-2015
Les conseillers régionaux de Champagne-Ardenne dans le département de la Marne ont été élus lors de l'élection régionale de 2010. Voici la liste des conseillers régionaux marnais pour la mandature 2010-2015 :
- Xavier Albertini (UMP[2]). Ancien adjoint chargé du domaine et du contentieux au maire de Reims, sous Jean-Louis Schneiter, il devient conseiller municipal d'opposition à la suite des élections municipales de 2008. Il est avocat de profession[3].
- Cédric Chevalier (NC), en remplacement de Benoist Apparu (UMP), ancien Secrétaire d'État chargé du Logement au sein du gouvernement François Fillon, démissionnaire en juillet 2012
- Gérard Berthiot (PS). Il est actuellement vice-président du conseil régional délégué à la vie associative, à la jeunesse, au sport et à l’éducation populaire[1]. Ce médecin fut également conseiller municipal de Châlons en Champagne entre 1995 et 2014 et est conseiller régional depuis 2001[4].
- Thierry Besson (FN). Il est conseiller municipal de Fagnières depuis 2008[5] et numéro deux départemental du FN[6].
- Marie-Christine Boutonnet (FN). Elle exerce la profession de cadre administratif[7].
- Nathalie Dahm (PS). Elle est cadre à l'université de Reims Champagne-Ardenne et vice-présidente du conseil régional déléguée à la culture et au patrimoine depuis 2004[8].
- Marie-Noëlle D'Hooge (PS). Elle est conseillère municipale de Witry-lès-Reims[9]. Elle est vice-présidente de la commission « formation professionnelle et insertion »[1].
- Pascal Erre (FN). Il est fonctionnaire[10] et secrétaire départemental du Front national[6].
- Karine Jarry (PCF). Cette ancienne syndicaliste[11] est à la tête d'une délégation spéciale du conseil régional à la « lutte pour l'égalité Femmes/Hommes »[1].
- Raymond Joannesse (EELV). Au conseil régional, il est vice-président délégué au développement durable[1]. Il occupe la même fonction à la mairie de Reims[12] et est secrétaire régional des Verts[13].
- Franck Leclere (PCF). Il est délégué syndical et conseiller municipal de Châlons-en-Champagne[14]. Il est aussi vice-président de la commission « emploi, développement économique, économie sociale et solidaire, enseignement supérieur, recherche et innovation »[1].
- Eric Loiselet (EELV). Il est consultant en développement durable[15] et était avant son adhésion à Europe écologie le premier secrétaire socialiste fédéral de Haute-Marne[16].
- Nicolas Marandon (PS). Il est président de la commission « solidarités, vie associative, citoyenneté, sport, santé et handicap »[1] et chef de cabinet d'Adeline Hazan, maire de Reims[17].
- Sonia Marcelot (PS). Au sein du conseil régional, elle préside la commission « infrastructures, transports et mobilité durable »[1].
- Véronique Marchet (PR). Elle est suppléante du député Arnaud Robinet[18] et trésorière régionale du Parti radical[19].
- Karine Metivier (NC). Elle est une ancienne conseillère municipale de Vitry-le-François[20].
- Jacques Meyer (PS). Ce professeur de mathématiques à l'université de Reims[21] est premier vice-président du conseil régional délégué à l'enseignement supérieur, la recherche et l'innovation[1]. Il est huitième adjoint à la maire de Reims, responsable des mêmes thématiques[12]. Il est également premier secrétaire de la fédération du Parti socialiste de la Marne[21].
- Linda Munster (PS). Elle est assistante de Direction à la mairie de Châlons-en-Champagne.
- Jean Notat (DVD). Agriculteur de profession, il préside la chambre régionale d'agriculture depuis 2007[22] et est maire de Châtrices.
- Rachel Paillard (UMP[23]). Elle est maire de Bouzy[24].
- Régine Pillière (PS). Elle est présidente de la commission « territoires, aménagement de l'espace, agriculture, forêt, développement durable et tourisme »[1] ainsi que vice-présidente du comité régional du tourisme de Champagne-Ardenne[25].

## Conseillers régionaux marnais de 2004 à 2010
Liste des conseillers régionaux de Champagne-Ardenne pour le département de la Marne, à la suite des élections de 2004.
- Kamel Ait Ammar - PS - Vice-président de la Commission Lycées - Apprentissage
- Jean-Paul Angers - PS - Président de la Commission Développement durable - Environnement - Agriculture
- Françoise Arvois - UMP
- Gérard Berthiot - PS - 1er vice-président délégué à la santé, aux affaires sanitaires et sociales
- Catherine Bourson - FN
- Nathalie Dahm - PS - Vice-présidente déléguée à la vie culturelle et au patrimoine
- Marie-Noël D’hooge - PS - Présidente de la Commission Culture - Vie culturelle - Patrimoine
- Jacques Douadi - UDF
- Pascal Erre - FN
- Jean-Claude Étienne UMP
- Philippe Feneuil - UMP - Vice-président de la Commission Relations internationales - Affaires européennes - Coopération transfrontalière
- Michel Guillaudeau - PC - Président de la Commission Enseignement supérieur - Recherche - Sport
- Karine Jarry - PC
- Martine Krzywda - PS
- Annette Laurent - UMP
- Sonia Marcelot - PS - Présidente de la Commission Développement économique - Création d'emplois - Économie sociale et solidaire
- Jacques Meyer - PS - Vice-président délégué à l'enseignement supérieur, à la recherche et au sport
- Régine Pillière PS - Présidente de la Commission Politiques territoriales - Tourisme - Aménagement du territoire / Présidente du Comité régional du tourisme
- Marie-Annick Roger - UDF
- Frédérique Schulthess - UMP